# Jogos do Mediterrâneo de Praia
Os Jogos do Mediterrâneo de Praia são um evento multiesportivo organizados de acordo com as linhas dos Jogos do Mediterrâneo, caracterizados pela presença de esportes aquáticos ou de areia, nos quais participam as nações que fazem fronteira com o Mar Mediterrâneo (com exceção de Israel e Palestina), além de alguns países do Mediterrâneo sem acesso direto à mar, como San Marino, Andorra, Macedônia e Sérvia.
Os Jogos são organizados sob a supervisão do Comitê Internacional dos Jogos do Mediterrâneo (CIJM, oficialmente Comité International de Jeux Mediterraneéns - CIJM).

## Países participantes

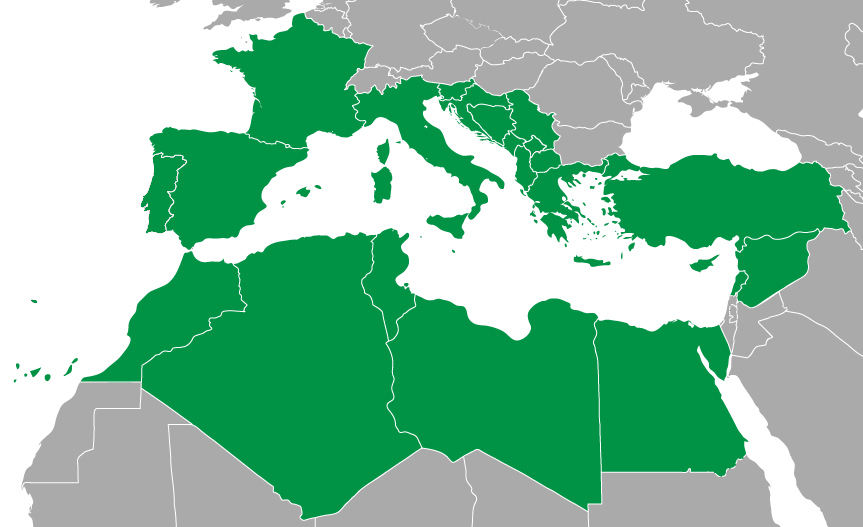
Países que participam dos Jogos do Mediterrâneo na Praia

Os países participantes são os 24 membros do CIJM::
- Albânia
- Argélia
- Andorra
- Bósnia e Herzegovina
- Chipre
- Croácia
- Egito
- França
- Grécia
- Itália
- Líbano
- Líbia
- Macedônia do Norte
- Malta
- Marrocos
- Mónaco
- Montenegro
- San Marino
- Sérvia
- Síria
- Eslovênia
- Espanha
- Tunísia
- Turquia

Os únicos países de frente para o Mar Mediterrâneo que não participam dos jogos são Israel e Palestina, como nos Jogos do Mediterrâneo.

## Edições
| Ano  | Edição                             | Sede      | Sede   | Nações | Atletas          | Eventos | Nação campeã |
| ---- | ---------------------------------- | --------- | ------ | ------ | ---------------- | ------- | ------------ |
| 2015 | I Jogos do Mediterrâneo de Praia   | Pescara   | Itália | 24     | 900              | 11      | Itália       |
| 2019 | II Jogos do Mediterrâneo de Praia  | Patras    | Grécia | 26     | 700              | 11      | Grécia       |
| 2023 | III Jogos do Mediterrâneo de Praia | Heraklion | Grécia | 26     | 1500 (esperados) |         |              |

## Quadro de medalhas
Atualizado até Patras 2019
| Pos.  | Nações     |     |     |     | Total |
| ----- | ---------- | --- | --- | --- | ----- |
| 1     | Itália     | 42  | 36  | 25  | 109   |
| 2     | França     | 26  | 12  | 21  | 59    |
| 3     | Grécia     | 24  | 23  | 20  | 67    |
| 4     | Espanha    | 6   | 9   | 8   | 23    |
| 5     | Argélia    | 2   | 4   | 4   | 10    |
| 6     | Turquia    | 2   | 2   | 5   | 9     |
| 7     | Tunísia    | 1   | 8   | 9   | 18    |
| 8     | Egito      | 1   | 6   | 4   | 11    |
| 9     | Portugal   | 1   | 5   | 0   | 6     |
| 10    | Síria      | 1   | 1   | 2   | 4     |
| 11    | Sérvia     | 1   | 1   | 0   | 2     |
| 12    | Albânia    | 1   | 0   | 1   | 2     |
| 13    | Croácia    | 0   | 3   | 4   | 5     |
| 14    | Chipre     | 0   | 2   | 1   | 3     |
| 15    | Eslovênia  | 0   | 1   | 3   | 4     |
| 16    | San Marino | 0   | 0   | 3   | 3     |
| 17    | Mónaco     | 0   | 0   | 2   | 2     |
| 18    | Líbia      | 0   | 0   | 1   | 1     |
| Total | Total      | 114 | 113 | 113 | 340   |